# Яблоков, Александр Александрович
Александр Александрович Яблоков (24 июня 1934 года,  Балахна, Горьковская область, РСФСР — 13 августа 2016 года, Душанбе, Таджикистан) — советский учёный гляциолог; писатель, член Союза писателей СССР.

## Биография
Александр Яблоков родился 24 июня 1934 года в городе Балахне Горьковской (ныне Нижегородской) области РСФСР. Закончил семилетку в городе Струнино Владимирской области, где жила семья Яблоковых. С детства ему нравились книги и фильмы о великих путешественниках, и он мечтал о такой же как у них судьбе, — грезил стать исследователем природы. Но из-за материального положения поступил в ближайший от его города Краснозаводский химико-технологический техникум (г. Краснозаводск, Московская область), и после его окончания в 1953 году некоторое время работал на механическом заводе в г. Кокчетав Казахской ССР. В период 1954-1956 г.г. проходил срочную службу в инженерных войсках Советской Армии (г. Тверь); в годы службы поступил учиться на заочное отделение в Самаркандском государственном университете.
В 1957 году поступил работать в Управление гидрометеослужбы Узбекской ССР; строил в горах новую метеостанцию, а в 1958 году стал начальником высокогорной гидрометеостанции, потом был назначен на должность инженера в Управление. В 1960 году окончил географический факультет Самаркандского университета и Среднеазиатские курсы лавинщиков, был принят в члены Всесоюзного Географического общества. В 1961 году окончил Всесоюзные курсы гляциологов в г. Тбилиси Грузинской ССР, участвовал в нескольких экспедициях, изучавших ледники в бассейнах рек Чирчик и Аксу, зимой исследовал лавины в горах Западного Тянь-Шаня, опубликовал первую научную статью. С тех пор всю свою дальнейшую жизнь отдал изучению природы гор: ледников, лавин, селей, горных рек и озёр.
С 1963 по 1964 годы работал инженером гляциологической партии Северо-Кавказской Гидрометслужбы в районе Домбая, изучал ледники в верховьях Кубани. С 1964 по 1965 годы работал старшим инженером Валдайской научно-исследовательской гидрологической лаборатории, участвовал в разработке новых методов гидрометеорологических наблюдений.
В 1965 году вновь вернулся в Среднюю Азию на Тянь-Шань, стал инженером высокогорной снеголавинной станции Итагар на автодороге Фрунзе - Ош (Управление Гидрометслужбы Киргизской ССР). Зимой защищал дорогу от снежных обвалов, а летом обследовал ледники и озера Центрального и Южного Тянь-Шаня и Заалая. Опубликовал несколько научных статей, выступал с докладами на симпозиумах и конференциях.
В 1969 году переехал в новый горный регион — продолжил работать по специальности в Управлении гидрометеослужбы Таджикской ССР, специализировался по изучению Памиром. Работал инженером и старшим инженером Гидрографической партии и БРИС, занимался исследованием ледников, лавин, селей; участвовал в составлении "Каталога ледников СССР" и "Кадастра лавин Таджикистана"
. Опубликовал несколько книг о своих зимовках в горах и путешествиях, за что в мае 1980 года был принят в Союз писателей СССР.
С 1977 года (с перерывом) работал научным сотрудником Лаборатории комплексных геофизических исследований Таджикского научно-исследовательского отдела энергетики, изучал горные участки, предполагаемого схода снежных лавин и селевых потоков на трассах пролегания будущих ЛЭП и местах строительства ГЭС в горных районах Памира, Каратегина, в таджикистанском  Кухистане (русс.:«горная страна»).
В период с 1991 по 1995 гг. преподавал  будущим офицерам таджикской армии "горную подготовку" в Таджикском высшем военном колледже Министерства обороны Таджикистана (с 1992 года - Военный институт министерства обороны РТ); подготовил для курсантов и издал два специальных Учебно-методических пособия. В 1996 году продолжил трудиться в Гидрометслужбе (Агентство по Гидрометеорологии) Таджикистана, где вплоть до 2014 года являлся главным специалистом Гидрографического экспедиционного отдела.
Его практическая деятельность насчитывает более полувека работы в горах, а именно: одиннадцать высокогорных зимовок и почти семьдесят научно-исследовательских экспедиций по горам Тянь-Шаня, Гиссаро-Алая, Памира и Кавказа.
Александр  Яблоков является автором тридцати научных докладов на симпозиумах, конференциях, семинарах и научных статей в журналах «Метеорология и гидрология», «Известия Всесоюзного Географического общества», «Автомобильные дороги», «Материалы гляциологических исследований», «Труды САРНИГМИ», а также трёх научно-популярных книг (в соавторстве) и двенадцати художественных. Его перу принадлежат документально-художественные сочинения: «Снежная робинзонада» (1968), «Стража заоблачной трассы» (1970), «Снежинка на ладони» (1975), «Против стихий» (1983), «Чертоги вечных снегов» (1983), «Там, где кончаются тропы» (1988), «Варзоб» (1990),   — историческая повесть «Сарбадор» (1984) и автобиографические романы «Горный стрелок», «Поражение».
Умер в 2016 году, похоронен на душанбинском городском кладбище, г. Душанбе Республики Таджикистан.

## Научные труды
- Яблоков А. А. Некоторые результаты гляциологических исследований в бассейне реки Теберды./Изв. ВГО, 1965, т. 97, № 3, с. 270—272, библ. 4.